# In Flames
In Flames je švedska melodic death metal skupina iz mesta Gothenburg, katerega mnogi pojmujejo kot osnovo za to zvrst glasbe (t. i. Gothenburg metal).

## Zgodovina
In Flames je švedska "melodic death metal" skupina, ki jo je leta 1990 v Göteborgu ustanovil kitarist Jesper Strömblad kot del švedske death metal scene. Sestava skupine se je skozi leta večkrat spremenila, pri čemer sta vokalist Anders Fridén in kitarist Björn Gelotte edina stalna člana vse od leta 1995. Po Strömbladovem odhodu leta 2010 v skupini ni ostal noben izvirni član.
Skupina In Flames velja, skupaj z zasedbami At the Gates in Dark Tranquillity, za eno od pionirjev melodičnega death metala. Do danes so prodali več kot dva milijona plošč po vsem svetu.
V zgodnjih letih je skupina sodelovala s številnimi različnimi in studijskimi glasbeniki. Do izida albuma Colony (1999) so si utrdili stalno zasedbo. Njihov šesti studijski album Reroute to Remain (2002) je pomenil prehod k bolj modernemu, alternativnemu metalskemu zvoku in oddaljitev od klasičnega melodičnega death metala. Ta sprememba je razdelila oboževalce – nekateri so kritizirali izgubo "težjega" zvoka, medtem ko je skupina s tem pridobila širše občinstvo in povečala prodajo.
Od začetka delovanja so In Flames izdali štirinajst studijskih albumov, tri EP-je in dva koncertna DVD-ja. Njihova najnovejša plošča je Foregone, izdana leta 2023. Skupina je bila desetkrat nominirana za švedsko nagrado Grammis in jo sedemkrat tudi prejela – med drugim za najboljši album v kategoriji hard rock/metal v letih 2005 (Soundtrack to Your Escape), 2007 (Come Clarity), 2009 (A Sense of Purpose) in nazadnje leta 2024 za "Foregone".

## Zasedba

### Trenutna zasedba
- Anders Fridén - vokal

- Björn Gelotte - kitara
- Liam Wilson - bas kitara
- Chris Broderick - kitara

### Nekdanji člani
- Mikael Stanne - vokal (1993~1994)
- Henke Forss - vokal (1995)
- Glenn Ljungström - kitara (1990~1997)
- Carl Naslund - kitara (1993~1994)
- Niclas Engelin - kitara
- Johan Larsson - bas kitara, vokal (1990~1997)
- Anders Jivarp - bobni (1995)
- Daniel Erlandsson - bobni
- Jesper Strömblad - kitara
- Peter Iwers - bas kitara
- Daniel Svensson - bobni

## Diskografija

### Albumi
- Promo Demo '93 - 1993 (demo)
- Lunar Strain - 1994
- Subterranean - 1995 (EP)
- The Jester Race - 1996
- Whoracle - 1997
- Black Ash Inheritance - 1997 (EP)
- Colony - 1999
- Clayman - 2000
- The Tokyo Showdown - 2001 (v živo)
- Reroute To Remain - 2002
- Cloud Connected - 2002 (single)
- Trigger - 2003 (EP)
- The Quiet Place - 2004 (single)
- Soundtrack To Your Escape - 2004
- Come Clarity - 2005
- A Sense Of Purpose - 2008
- Sounds of a Playground Fading - 2011
- Siren Charms - 2014
- Battles - 2016
- I, the Mask - 2019
- Foregone - 2023